# Il Grido del Popolo
Il Grido del popolo è stato un settimanale politico italiano, di orientamento socialista, attivo con alcune interruzioni dalla fine dell'Ottocento alla seconda guerra mondiale.

## Storia
Nacque il 24 luglio 1892 da un gruppo di operai tipografi disoccupati appartenenti all'Associazione tipografica torinese, tra i quali Vittorio Chenal, che era molto attivo nel movimento operaio cittadino.
Il 22 ottobre 1892 pubblicò il manifesto elettorale del Partito dei lavoratori italiani e riportò gli obiettivi del partito: «Conquista dei pubblici poteri; giornata lavorativa di otto ore; espropriazione delle terre incolte che devono esser affidate a collettività di lavoratori; indennità parlamentare; soppressione del debito pubblico; imposta progressiva; nazione armata».
Assunse nel tempo le denominazioni "Periodico settimanale del Partito dei lavoratori italiani", " Giornale ufficiale del Partito dei lavoratori di Torino e provincia", "Organo regionale piemontese del Partito dei lavoratori italiani", "Organo dei socialisti piemontesi", "Periodico settimanale socialista", "Organo dei socialisti di Torino e provincia", "Organo della Federazione provinciale socialista". Ebbe cadenza settimanale, ad eccezione del breve periodo tra settembre 1907 e marzo 1908, quando fu trasformato in quotidiano sotto la guida di Giusto Calvi.
Nel 1896 raggiunse la tiratura di 7600 copie, ancora cresciuta negli anni successivi con l'aggiunta del supplemento politico La Parola dei Poveri e di quello letterario Per l'Idea, diretto da Gustavo Balsamo-Crivelli.
Nel 1898, dopo i moti di Milano e la sanguinosa repressione di Bava Beccaris, il governo ne sospese le pubblicazioni nonostante l'invito alla calma che aveva rivolto a «tutti i lavoratori». Riprese regolarmente le pubblicazioni a fine anno. In questi anni vi collaborarono numerosi intellettuali, come i medici Aroldo Norlenghi e Cesare Lombroso.
Nel 1912 assorbì il periodico La Difesa operaia di Pinerolo.
Nel 1915, sotto la direzione di Giuseppe Bianchi, vi esordì un giovane Antonio Gramsci. All'epoca, in tre stanze di un appartamento di Torino in corso Siccardi (oggi corso Galileo Ferraris), si trovavano la sezione giovanile del partito socialista e le redazioni del Grido del popolo e dell'edizione piemontese dell'Avanti!, che comprendeva la rubrica della cronaca torinese, "Sotto la Mole".

## Direttori responsabili
- Vittorio Chenal
- Silvio Pampione
- Giusto Calvi
- Angelo Ferrari
- Giuseppe Romita
- Francesco Repaci
- Armando Sessi
- Arnaldo Parmegiani Sindaco di Tivoli